# Béla Zsitnik
Béla Zsitnik, madžarski veslač, * 17. december 1924, Gjur, † 12. januar 2019, Budimpešta.
Zsitnik je za Madžarsko nastopil na Poletnih olimpijskih igrah 1948, 1952 in 1960.
Leta 1948 je v Londonu kot član madžarskega dvojca s krmarjem osvojil bronasto medaljo.
Na igrah leta 1952 je bil član madžarskega osmerca, ki je izpadel v repasažu polfinala.
Leta 1960 je v Rimu Béla Zsitnik nastopil v madžarskem četvercu brez krmarja, ki je izpadel v repasažu.